# Reserva Natural del Gran Àrtic
La Reserva Natural del Gran Àrtic (en rus: Большой Арктический государственный природный заповедник) és una reserva natural del Krai de Krasnoiarsk, Rússia. Amb una superfície de 41.692 km², 9.809 km² dels quals d'aigua, és la reserva més gran de Rússia i Euràsia, així com una de les més grans del món. Va ser creada l'11 de maig de 1993 per la Resolució núm. 431 del Govern de la Federació Russa.

## Topografia
La Reserva Natural del Gran Àrtic es divideix en set seccions:
1. Dikson-Sibiriakov. És un ecosistema insular tancat que inclou la tundra àrtica.[2]
2. Illes del mar de Kara. Amb una superfície de vora 4.000 km² les illes del mar de Kara inclou les illes Kírov, les illes de Voronin, les illes Izvesti TSIK, les illes Arkticheskiy Institut, l'illa Sverdrup, l'illa Uiedinenia i una sèrie d'illes més petites. Aquesta secció representa bastant plenament la diversitat natural i biològica de les illes del mar Àrtic de la part oriental del mar de Kara
3. Piàssina. Inclou la badia de Piàssina i la conca del riu Piàssina
4. Badia de Middendorff. Inclou la costa de la badia de Middendorf, així com les illes adjacents i la meitat de la conca del riu Tolevaia.
5. Arxipèlag Nordenskiöld. L'arxipèlag Nordenskiöld és l'arxipèlag més gran (sense comptar Severnaya Zemlya) del mar de Kara.
6. Baix Taimir. Inclou la conca del riu Taimir (superior i inferior), així com el llac Taimir
7. Península de Txeliuskin. Inclou l'extrem nord de la península de Taimir, la peníndula de Txeliuskin, el delta del riu Tessema, la costa occidental de la badia de Thaddeus, les illes de Lishni i Gelland-Hansen.

## Ecoregió i clima
La Gran Reserva Àrtica es troba a l'ecoregió de la tundra de Taimir i Sibèria Central, que cobreix la península de Taimir, a la Rússia del nord. El clima és de tundra (Classificació climàtica de Köppen (ET)). Això indica un clima local en què almenys un mes té una temperatura mitjana prou alta com per fondre la neu (0 °C), però cap mes amb una temperatura mitjana superior a 10 °C.

## Flora i fauna
La reserva acull 124 espècies d'ocells, de les quals 55 espècies hi nidifiquen. Sis d'aquestes aus es troben en la Llista Vermella de la UICN: el pigarg cuablanc, l'oca coll-roja, la Gavia, el girfalc, el falcó pelegrí i el cigne de Bewick. També destaca la presència de l'ós polar, la guineu àrtica , el duc blanc, el ren i la beluga.